# 3054 Sztrugackija
A 3054 Sztrugackija (ideiglenes jelöléssel 1977 RE7) a Naprendszer kisbolygóövében található aszteroida. Nyikolaj Sztyepanovics Csernih fedezte fel 1977. szeptember 11-én. A sci-fi-író Sztrugackij testvérekről (Arkagyij és Borisz Natanovics Sztrugackij) nevezték el